# John Lawton
John Lawton (Halifax, 11 de julho  de 1946 – 29 de junho de 2021) foi um cantor de rock de origem inglesa, conhecido principalmente por seu trabalho em bandas como Lucifer's Friend e Uriah Heep e no grupo musical The Les Humphries Singers. Sua voz destaca-se como uma das mais versáteis da música, chegando a interpretar estilos musicais tão variados e diversos que partem desde o góspel até o heavy metal.

## Carreira

### Inícios
John Lawton começou sua carreira na Inglaterra, sua terra natal, cantando a partir da década de 1960 para grupos como The Deans e Stonewall em sua adolescência, tempo depois John decidiu se mudar para Hamburgo, Alemanha em 1969, depois de uma turnê junto à Stonewall pelo país todo. Nesse período, se integrou ao grupo vocal The Les Humphries Singers entre 1971 até 1976 (da qual teve as músicas Mama Loo e Sing Sang Song, que tornaram conhecidas na voz dele), e lançou alguns singles.

### Lucifer's Friend
Na Alemanha, Lawton foi convidado a fazer parte de um grupo conhecido como Asterix em 1968, acompanhado pelo violonista Peter Hesslein, o baixista Dieter Horns, o baterista Joachim Rietenbach e o tecladista Peter Hecht. Em 1970 editaram um disco e decidiram mudar seu nome para Lucifer's Friend, lançando nesse mesmo ano seu estréia, a partir de então Lawton permaneceu na banda como vocalista até 1976, gravando os álbuns Where the Groupies Killed the Blues (1972), I'm Just a Rock 'n' Roll Singer (1973), Banquet (1974) e Mind Exploding (1976). Do mesmo modo, durante seus anos na Alemanha, foi membro do conjunto Les Humphries Singers, chegando a lançar vinte discos com eles e participando da 70s Eurovision Song Contest de maneira paralela a sua participação em Lucifer's Friend.

### Uriah Heep
Depois de deixar o Lucifer's Friend em 1976, John recebeu um telefonema de Mick Box, violonista e líder de Uriah Heep, que por recomendação de Roger Glover, convidou-o à banda como substituição de David Byron, que recentemente tinha partido da banda. Lawton, que por então não estava muito familiarizado com o grupo, aceitou mesmo assim a proposta, se desempenhando como frontman por um espaço de três anos, gravando os álbuns Firefly e Innocent Victim em 1977 e Falhem Angel em 1978. Com ele, também chegou o baixista Trevor Bolder, ex-parceiro de David Bowie e que permaneceria na banda até sua morte em 2013. Depois de ter gravado os álbuns com Uriah Heep, as tensões começaram a aparecer na banda, especialmente com o tecladista e principal lírico Ken Hensley, que por então diferiam por temas como a direção musical que devia seguir a banda, entre outros assuntos mais, se afastando finalmente do grupo no final de 1979.

### Carreira solo e volta para a Lucifer's Friend
Lawton iniciou uma breve carreira solo com o LP Heartbeat em 1980 em companhia de seus ex-parceiros de Lucifer's Friend, baixo um estilo de hard rock focado ao pop. Finalmente John decide voltar a Lucifer's Friend e gravam o álbum Mean Machine em 1981, após isso o grupo se separa em 1982 e John permanece em maior medida inativo durante essa década, participando especialmente para comerciais de Colgate, Harley Davidson e gravando um disco em 1983 chamado Stargazer com a banda de hard rock Rebel.

### Nos anos 90
No inicio da década dos 90, John começou a retomar sua carreira musical, depois de se unir à banda alemã Rebel, posteriormente mudam seu nome para Zar e se adentram no heavy metal, originalmente envolveu-se com o grupo como produtor, mas eles ao não contar com um cantor, lhe oferecem o posto a ele, depois na qual aceitou e gravou temas para os álbuns Live Your Life Forever (1990) e From Welcome... to Goodbye (1993). Depois disso, John se uniu ao grupo musical GunHill, que mais tarde passaria a se chamar John Lawton Band (JLB). Também voltaria a integrar no grupo The Les Humphries Singers por 2 anos, onde gravariam apenas um disco, depois de 15 anos. 
Por outra parte, para 1994 reuniu-se com seu antigo colega de Lucifer's Friend, Peter Hesslein para gravar o disco Sumo Grip de 1994 sobre o nome de Lucifer's Friend II, depois de sua publicação, John e Peter põem fim à banda e em 1995 voltou brevemente a Uriah Heep, substituindo o cantor do grupo, Bernie Shaw, durante uma turnê pela África do Sul e Áustria junto ao Deep Purple e em 1999 lança o disco Nightheat com John Lawton Band.

### Nos anos 2000
John edita um segundo disco solo: Still Paying My Dues to the Blues (2000), e depois de se reconciliar e deixar a de lado suas diferenças, une-se num projeto musical com seu ex-parceiro de Uriah Heep, Ken Hensley, chamado The Hensley Lawton Band, que realizaram um álbum ao vivo, The Return, editado no ano 2001 depois de 21 anos desde seu último aparecimento juntos sobre o palco, contando para o projeto com o baixista original de Uriah Heep, Paul Newton, e dois membros de JLB, o violonista Reuben Kane e o baterista Justin Shefford.
Terminada a turnê com The Hensley Lawton Band, JLB grava nesse mesmo ano o álbum acústico Steppin' It Up e em 2004 põe em recesso à banda.
Em 2008 trabalhou para a televisão da Bulgária como animador e apresentador de seu próprio programa: "John Lawton Presents", enquanto em 2009 atuou no filme búlgaro Love.net, na qual também aparece brevemente o violonista e líder de Uriah Heep, Mick Box.

### Últimos trabalhos e morte
Como parte da iniciativa da expansão da cultura do rock na cidade de Kavarna, Bulgária pelo prefeito Tsonko Tsonev, existem edifícios decorados com muros de artistas do gênero musical como David Coverdale, Alice Cooper, Ronnie James Deu, Lemmy Kilmister, etc., incluído também um seu. Em 2012 lançou o disco The Power of Mind, junto à banda de rock búlgara Diana Express, em 2013 uniu-se uma vez mais a Uriah Heep substituindo novamente Bernie Shaw, que encontrava-se recuperando de um procedimento médico e em outubro desse mesmo ano grava o disco My Kind of Lovin' para a Intelligent Music Project, contando com a participação do renomeado baterista Simon Phillips e o vocalista Joseph Williams, ambos provenientes de Toto.
Em agosto de 2014 John anunciou em seu site a reunião de Lucifer's Friend com seu alinhamento original, onde destacou que a veterana banda estava para preparar uma turnê para 2015 incluindo uma apresentação em Sweden Rock Festival no próximo mês de junho, após quase 40 anos desde sua última apresentação juntos, anunciando o lançamento de um novo disco regravado incluindo quatro novos temas para março.
Lawton morreu em 29 de junho de 2021, aos 74 anos de idade.